# (2261) Keeler
(2261) Keeler (1977 HC) – planetoida z pasa głównego asteroid okrążająca Słońce w ciągu 3,67 lat w średniej odległości 2,38 au. Odkryta 20 kwietnia 1977 roku.